# 명사가
명사가(明四家)는 명나라 시대에 활동한 4명의 예술 거장들을 일컫는다. 크게 심주, 문징명, 당인, 구영, 이 네 사람으로 이루어져 있다. 대략 동시대에 현재의 장쑤성 쑤저우시에서 활동하였으며, 특히 심주는 문징명의 스승이었다. 당인과 구영은 또다른 화가인 주신과 활동하였으나, 그들의 예술 화풍은 그 체계가 크게 다르다.

## 화가
명사가에 속하는 4명의 화가들은 모두 생전에 서로를 알고 있었으며, 서로의 작품들 또한 자주 접하며 평가하였다. 그들의 출신 배경은 다양하였는데, 당인은 부유한 상인 가문에서 태어났으며, 문징명은 관리 집안의 자제로 태어나 관직에 오르기도 하였다. 구영은 옻장이 집안의 아들로 태어났다.
특히 심주는 오문화파(吳門四家)의 창시자들 중 한 명이다. 심주의 초기 선생은 두청이라는 이름의 화가였으며, 그의 고조부는 원나라 후기의 저명한 예술 화가들 중 하나였던 왕명의 절친한 친구였다.
심주는 특히 산수화에 유난히 뛰어났는데, 이 뛰어난 실력으로 인해 황실의 초대를 받아 그림을 그리기도 하였다. 또한 당인은 거의 모든 종류의 중국 전통화에 특출났으며, 문징명은 푸른색과 녹색을 섞어 쓰는 산수화를 잘 그렸다. 문징명은 심주의 가르침을 받고, 그의 화풍의 영향을 일부 받기도 하였다. 구영은 독학하여 경지를 이루었다. 구영을 제외한 나머지 3명은 모두 화가인 동시에 유학자들로, 화가인 동시에 서예가이자 시인이기도 하였다.

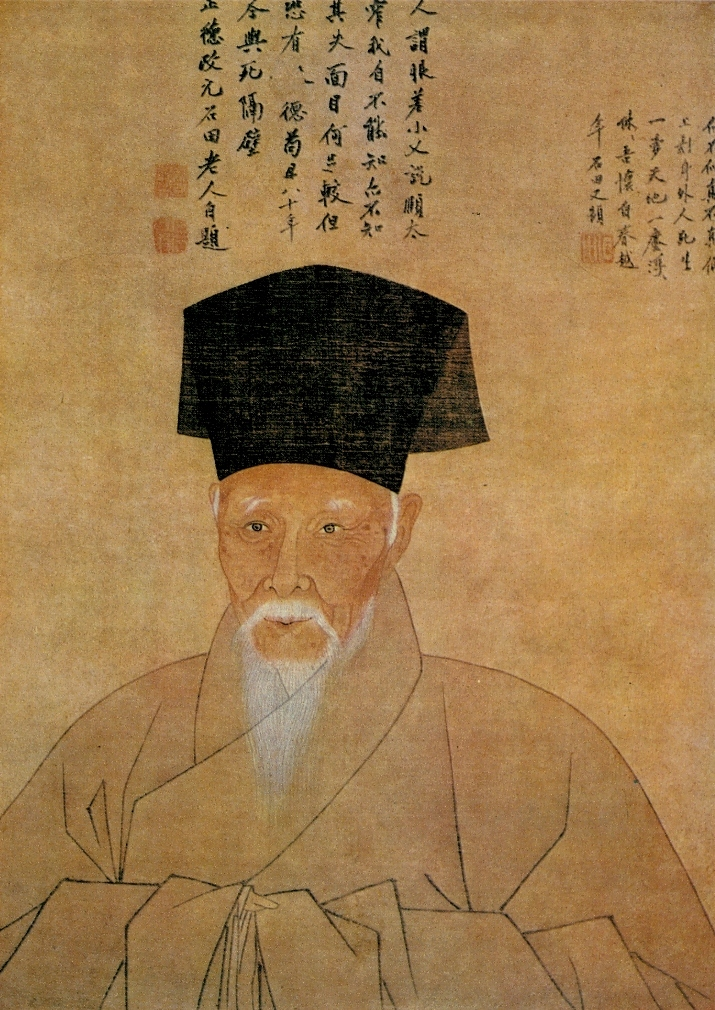
심주
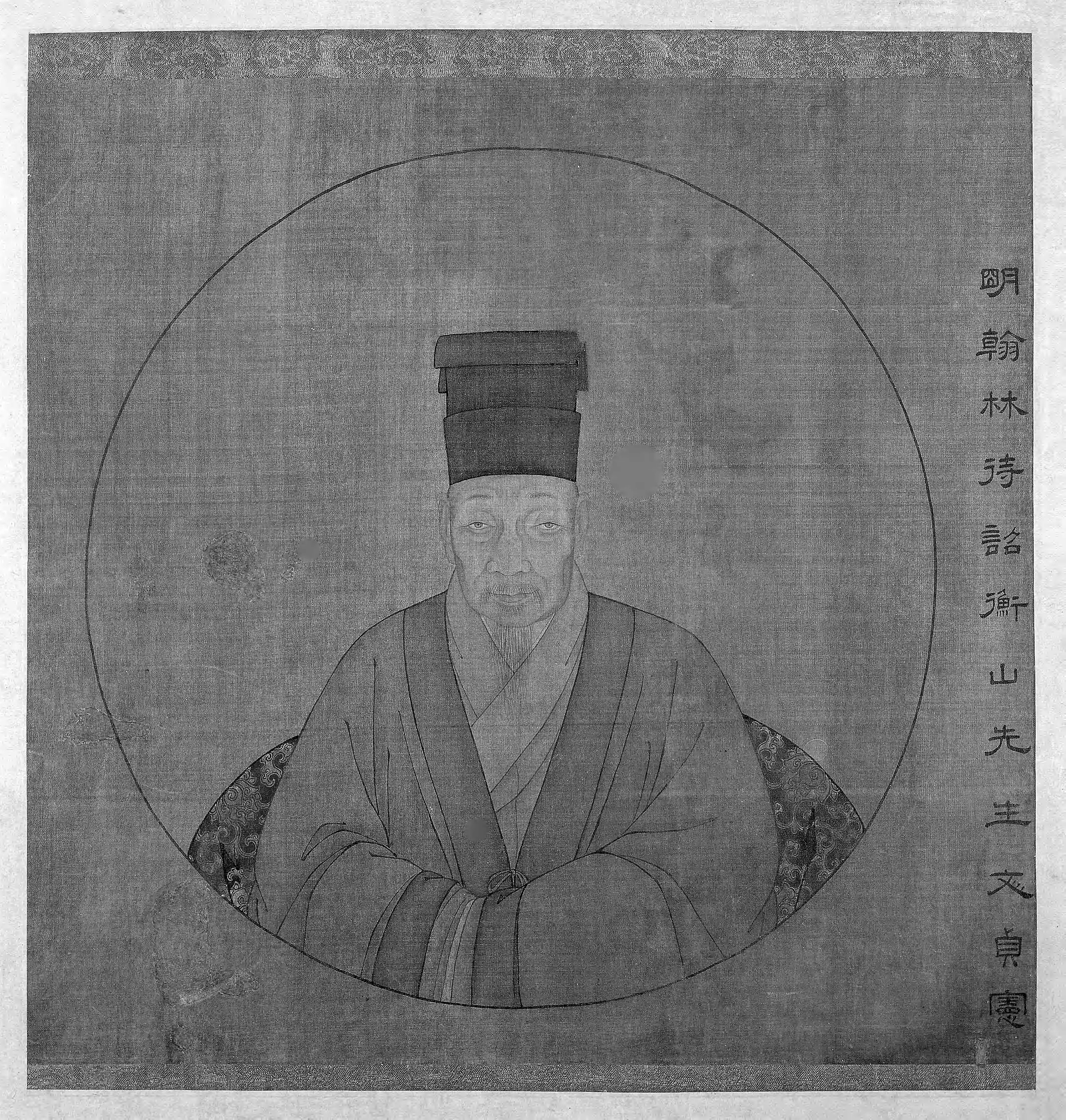
문징명
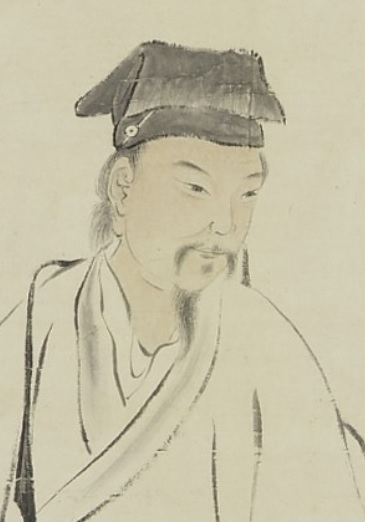
당인

## 같이 보기
- 사왕오운
- 명나라의 회화
- 화조화